# La Renaissance - Le Bessin
La Renaissance - Le Bessin - Côte de Nacre est un bi-hebdomadaire français, diffusé dans le Bessin qui paraît le mardi et le vendredi.
Premier journal de la France libérée, fondé par des résistants, il est racheté dans les années 1970 par le Groupe Hersant Média puis intègre Publihebdos en 2007.

## Historique
Le 23 juin 1944, La Renaissance Le Bessin succède sous l'impulsion du FFI Guillaume Mercader, au Le Journal de Bayeux, fondé en 1881 sous le titre du Le Progrès bayeusain qu'il conserve les dix premières années.

« Je ne suis pas né, comme certains pourraient le croire, de père et de mère inconnus ; non ! Mon père s'appelle l'Événement, ma mère la Libération… Conçu le 18 juin 44, j'ai fait mes premiers pas le 24 juin de la même année… Premier né sur le sol français libéré et pour l'instant unique enfant, j'ai conscience d'avoir par là même beaucoup de devoirs ; en fait de droit, je ne m'en reconnais qu'un seul : droit de cité dans ce Bessin qui m'a vu naître et portera mes premiers pas ; qui le premier a eu l'honneur d'être délivré du joug ennemi et vers lequel convergent en ce moment les regards du monde entier. »

— Renaissance du Bessin no 2, 27 juin 1944.
Il sera racheté par le groupe France-Antilles de Robert Hersant en 1974. Il fait partie du groupe de presse des Hebdos Normands repris le 1er octobre 2007 par le groupe Publihebdos, filiale de Ouest-France.
La Renaissance couvre les cantons de Bayeux, Ryes, Trévières, Isigny-sur-Mer, Caumont-l'Éventé, Balleroy, Tilly-sur-Seulles, Douvres-la-Délivrande, Ouistreham et Creully.